# 1,4-苯二硫酚
1,4-苯二硫酚是一种有机化合物，化学式为C6H6S2，是苯的1,4-位的氢被巯基取代的产物。它可由1,4-二溴苯为原料制备。

## 性质
1,4-苯二硫酚可以被氧化为1,4-苯二磺酸。它和氟气反应，得到1,4-二(五氟硫基)苯以及少量的2-氟-1,4-二(五氟硫基)苯。